# جلان توماس
جلان توماس (بالإنجليزية: Glen Thomas)‏ (6 أكتوبر 1967 في المملكة المتحدة - ) هو لاعب كرة قدم بريطاني في مركز الدفاع. لعب مع برايتون أند هوف ألبيون ونادي بارنت ونادي بيتربورو يونايتد ونادي غيلينغهام ونادي فولهام وبيشوب ستورتفورد وRedbridge F.C. ‏ ونادي أفيلي ونادي بركنغ ‏.

## وصلات خارجية
- جلان توماس على موقع قاعدة بيانات كرة القدم.إي يو (الإنجليزية)